# William Fréret
Pour les articles homonymes, voir Fréret.
William Fréret, né en 1804 à La Nouvelle-Orléans et mort le 14 juin 1864, est une personnalité politique de Louisiane et maire de La Nouvelle-Orléans.
William Fréret partit pour l'Europe suivre une formation dans l'ingénierie et les arts mécaniques. Il revint en Louisiane travailler dans l'entreprise de cotonnade de son père. Ayant pris la succession de son père à la tête de l'entreprise de coton, celle-ci devint la première entreprise industrielle de Louisiane.
Malgré sa mère d'origine créole, il a rejoint le "parti américain", un nouveau groupe politique qui a cherché à limiter l'influence sur les affaires publiques des "étrangers". Il a remporté, sous cette étiquette politique, l'élection municipale de 1840 par 1051 voix contre 942 à son prédécesseur Charles Genois. Sous son mandat municipal, il fut un administrateur tatillon connu pour ses inspections surprise des installations de la ville. Son mandat a été marqué par la poursuite du redressement des finances publiques de la ville par les effets combinés de l'emprunt et des dépenses des maires précédents avec en arrière fond, la crise nationale économique de 1837. À l'expiration de son mandat, il se représenta, mais fut battu par son adversaire Denis Prieur. Ce dernier ne resta que quelques mois à la tête de la municipalité. Il démissionna et fut remplacé par William Fréret. william Fréret se représenta pour un troisième mandat, mais fut de nouveau battu par un nouvel adversaire, Joseph Edgard Montegut.
William Fréret est mort le 14 juin 1864 à La Nouvelle-Orléans. Il avait un fils, William Alfred Fréret, né à La Nouvelle-Orléans en 1833 et mort en 1911 qui fut un architecte. Il était également l'oncle de James Fréret, architecte également.